# Акі Рос

Акі Рос (Final Fantasy: The Spirits Within).

Акі Рос (англ. Aki Ross) — вигаданий персонаж і головна героїня науково-фантастичного фільму Final Fantasy: The Spirits Within, озвучена китайсько-американською актрисою Мін На Вень.
Акі Рос стала одним з перших фотореалістичних комп'ютерних жіночих персонажів, будь-коли створених і використаних у фільмах. 
2001 року Акі Рос потрапила до списку 100 найсексуальніших жінок за підсумком голосування в журналі Maxim, посівши 87 місце, та з'явилась на обкладинці журналу. Вона стала першою з віртуальних жінок, удостоєних такої шани.